# كولن جيمس
كولن جيمس (بالإنجليزية: Colin James)‏ هو سياسي بريطاني (وحمل سابقاً جنسية المملكة المتحدة لبريطانيا العظمى وأيرلندا)، ولد في 20 سبتمبر 1926 في كامبريدج في المملكة المتحدة، وتوفي في 10 ديسمبر 2009 في ونشستر في المملكة المتحدة. انتخب Bishop of Winchester ‏ (1 يونيو 1985 – 1995) وانتخب Bishop of Wakefield ‏ (1977 – 1985) وانتخب Bishop of Basingstoke ‏ (1973 – 1977).